# Wereldkampioenschap voetbal onder 20 - 2005
Het vijftiende wereldkampioenschap Voetbal onder 20 - 2005 werd gehouden in Nederland tussen 10 juni en 2 juli. Het toernooi werd voor de vijfde keer gewonnen door Argentinië. Het was de tweede keer dat er geen enkel Europees land de halve finale haalde, voor de eerste keer dat dit in Europa gebeurde.
De 24 gekwalificeerde teams speelden in zes groepen van vier teams. De twee beste teams per groep stroomden door naar de achtste finales, net als de vier beste nummers drie.

## Deelnemende landen

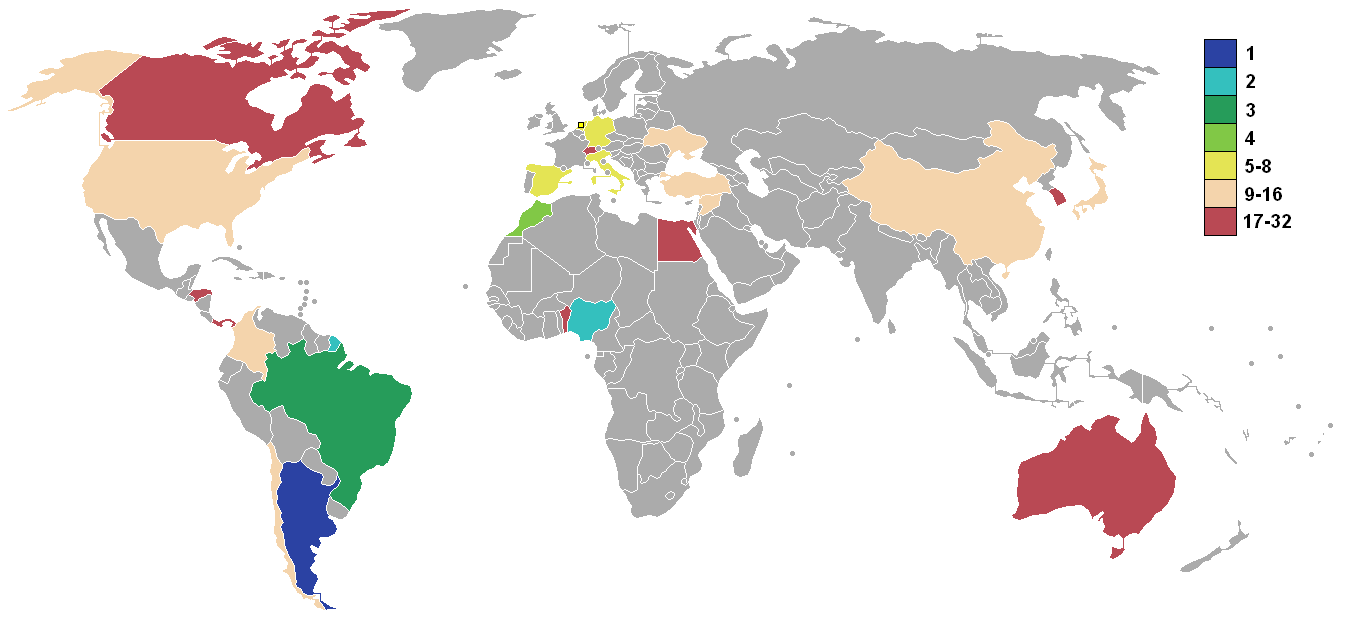
Deelnemen landen

| Confederatie                                   | Kwalificatietoernooi                                                                         | Gekwalificeerde landen                               |
| ---------------------------------------------- | -------------------------------------------------------------------------------------------- | ---------------------------------------------------- |
| AFC (Azië)                                     | Aziatisch kampioenschap voetbal onder 20 - 2004 Maleisië, 25 september – 8 oktober 2004      | China Japan Zuid-Korea Syrië                         |
| CAF (Afrika)                                   | Afrikaans kampioenschap voetbal onder 20 - 2005 Benin, 15–29 januari 2005                    | Benin Egypte Marokko Nigeria                         |
| CONCACAF (Noord, Centraal-Amerika & Caribbean) | CONCACAF-kampioenschap voetbal onder 21 - 2005 USA en Honduras, 12–30 januari 2005           | Canada Honduras Panama Verenigde Staten              |
| CONMEBOL (Zuid-Amerika)                        | Zuid-Amerikaans kampioenschap voetbal onder 20 - 2005 Colombia, 13 januari – 6 februari 2005 | Argentinië Brazilië Chili Colombia                   |
| OFC (Oceanië)                                  | Oceanisch kampioenschap voetbal onder 20 - 2005 Salomonseilanden, 21–30 januari 2005         | Australië                                            |
| UEFA (Europa)                                  | Europees kampioenschap voetbal onder 19 - 2004 Zwitserland, 13–24 juli 2004                  | Duitsland Italië Spanje Zwitserland Turkije Oekraïne |
| Gastland                                       | Gastland                                                                                     | Nederland                                            |

## Stadions
| Doetinchem               | Emmen              | · Doetinchem Emmen Enschede Kerkrade Tilburg Utrecht | Enschede            |
| ------------------------ | ------------------ | ---------------------------------------------------- | ------------------- |
| De Vijverberg            | Univé Stadion      | · Doetinchem Emmen Enschede Kerkrade Tilburg Utrecht | Arke Stadion        |
| Capaciteit: 12.600       | Capaciteit: 8.600  | · Doetinchem Emmen Enschede Kerkrade Tilburg Utrecht | Capaciteit: 13.250  |
|                          |                    | · Doetinchem Emmen Enschede Kerkrade Tilburg Utrecht |                     |
| Kerkrade                 | Tilburg            | · Doetinchem Emmen Enschede Kerkrade Tilburg Utrecht | Utrecht             |
| Parkstad Limburg Stadion | Willem II Stadion  | · Doetinchem Emmen Enschede Kerkrade Tilburg Utrecht | Stadion Galgenwaard |
| Capaciteit: 19.979       | Capaciteit: 14.637 | · Doetinchem Emmen Enschede Kerkrade Tilburg Utrecht | Capaciteit: 24.500  |
|                          |                    | · Doetinchem Emmen Enschede Kerkrade Tilburg Utrecht |                     |

## Nederlandse selectie
| - Kenneth Vermeer, Ajax - Theo Brack, FC Zwolle - Job Bulters, AZ - Jeroen Drost, sc Heerenveen - Mark Otten, SBV Excelsior - Frank van der Struijk, Willem II - Dwight Tiendalli, FC Utrecht - Ron Vlaar, AZ Alkmaar - Gianni Zuiverloon, Feyenoord |  | - Ibrahim Afellay, PSV - Kemy Agustien, AZ - Urby Emanuelson, Ajax - Rick Kruys, FC Utrecht - Hedwiges Maduro, AFC Ajax - Haris Međunjanin, AZ Alkmaar - Ryan Babel, AFC Ajax - Collins John, Fulham - Quincy Owusu-Abeyie, Arsenal - Prince Rajcomar, FC Utrecht - Tim Vincken, Feyenoord - Arjan Wisse, AZ |

## Groepsfase

### Groep A
| Land      | Wed | Win | Gel | Ver | DV | DT | +/− | Pnt |
| --------- | --- | --- | --- | --- | -- | -- | --- | --- |
| Nederland | 3   | 3   | 0   | 0   | 6  | 1  | +5  | 9   |
| Japan     | 3   | 0   | 2   | 1   | 3  | 4  | −1  | 2   |
| Benin     | 3   | 0   | 2   | 1   | 2  | 3  | −1  | 2   |
| Australië | 3   | 0   | 2   | 1   | 2  | 5  | −3  | 2   |

|                    |                |       |           | |
| 10 juni 2005 16:00 | Benin          | 1 – 1 | Australië | Parkstad Limburg Stadion, Kerkrade Toeschouwers: 4.500 Scheidsrechter: Luis Medina Cantalejo ( Spanje) |
| 10 juni 2005 16:00 | Omotoyossi 33' |       | Ward 59'  | Parkstad Limburg Stadion, Kerkrade Toeschouwers: 4.500 Scheidsrechter: Luis Medina Cantalejo ( Spanje) |

|                    |                      |       |              |                                                                                                |
| 10 juni 2005 20:00 | Nederland            | 2 – 1 | Japan        | Parkstad Limburg Stadion, Kerkrade Toeschouwers: 19.500 Scheidsrechter: Óscar Ruiz ( Colombia) |
| 10 juni 2005 20:00 | Afellay 7' Babel 18' |       | Hirayama 68' | Parkstad Limburg Stadion, Kerkrade Toeschouwers: 19.500 Scheidsrechter: Óscar Ruiz ( Colombia) |

|                    |            |       |           | |
| 15 juni 2005 17:30 | Japan      | 1 – 1 | Benin     | Parkstad Limburg Stadion, Kerkrade Toeschouwers: 12.500 Scheidsrechter: Claus Bo Larsen ( Denemarken) |
| 15 juni 2005 17:30 | Mizuno 65' |       | Maiga 37' | Parkstad Limburg Stadion, Kerkrade Toeschouwers: 12.500 Scheidsrechter: Claus Bo Larsen ( Denemarken) |

|                    |           |                                     |           | |
| 15 juni 2005 20:30 | Australië | 0 – 3                               | Nederland | Parkstad Limburg Stadion, Kerkrade Toeschouwers: 19.500 Scheidsrechter: Kwon Jong-Chul ( Zuid-Korea) |
| 15 juni 2005 20:30 |           | Maduro 20' Emanuelson 46' Kruys 74' |           | Parkstad Limburg Stadion, Kerkrade Toeschouwers: 19.500 Scheidsrechter: Kwon Jong-Chul ( Zuid-Korea) |

|                    |           |       |              |                                                                                                 |
| 18 juni 2005 18:00 | Japan     | 1 – 1 | Australië    | Parkstad Limburg Stadion, Kerkrade Toeschouwers: 2.000 Scheidsrechter: Terje Hauge ( Noorwegen) |
| 18 juni 2005 18:00 | Maeda 87' |       | Townsend 75' | Parkstad Limburg Stadion, Kerkrade Toeschouwers: 2.000 Scheidsrechter: Terje Hauge ( Noorwegen) |

|                    |              |       |       | |
| 18 juni 2005 16:00 | Nederland    | 1 – 0 | Benin | Koning Willem II Stadion, Tilburg Toeschouwers: 13.700 Scheidsrechter: Khalil Al Ghamdi ( Saoedi-Arabië) |
| 18 juni 2005 16:00 | Maduro 45+2' |       |       | Koning Willem II Stadion, Tilburg Toeschouwers: 13.700 Scheidsrechter: Khalil Al Ghamdi ( Saoedi-Arabië) |

### Groep B
| Land     | Wed | Win | Gel | Ver | DV | DT | +/− | Pnt |
| -------- | --- | --- | --- | --- | -- | -- | --- | --- |
| China    | 3   | 3   | 0   | 0   | 9  | 4  | +5  | 9   |
| Oekraïne | 3   | 1   | 1   | 1   | 7  | 6  | +1  | 4   |
| Turkije  | 3   | 1   | 1   | 1   | 4  | 4  | 0   | 4   |
| Panama   | 3   | 0   | 0   | 3   | 2  | 8  | −6  | 0   |

|                    |           |       |                    |                                                                                               |
| 11 juni 2005 17:30 | Turkije   | 1 – 2 | China              | Stadion Galgenwaard, Utrecht Toeschouwers: 10.000 Scheidsrechter: Eric Braamhaar ( Nederland) |
| 11 juni 2005 17:30 | Gulec 84' |       | Tan 22' Zhao 90+5' | Stadion Galgenwaard, Utrecht Toeschouwers: 10.000 Scheidsrechter: Eric Braamhaar ( Nederland) |

|                    |                                    |       |                     | |
| 11 juni 2005 20:30 | Oekraïne                           | 3 – 1 | Panama              | Stadion Galgenwaard, Utrecht Toeschouwers: 2.500 Scheidsrechter: Khalil Al Ghamdi ( Saoedi-Arabië) |
| 11 juni 2005 20:30 | Aliyev 20' (pen.), 22' Feschuk 32' |       | Arzhanov 26' (e.d.) | Stadion Galgenwaard, Utrecht Toeschouwers: 2.500 Scheidsrechter: Khalil Al Ghamdi ( Saoedi-Arabië) |

|                    |                                  |       |                               |                                                                                                 |
| 14 juni 2005 17:30 | China                            | 3 – 2 | Oekraïne                      | Stadion Galgenwaard, Utrecht Toeschouwers: 2.300 Scheidsrechter: Rodolfo Sibrian ( El Salvador) |
| 14 juni 2005 17:30 | Zhu 31' Chen 66' (pen.) Peng 75' |       | Vorobei 19' Aliyev 70' (pen.) | Stadion Galgenwaard, Utrecht Toeschouwers: 2.300 Scheidsrechter: Rodolfo Sibrian ( El Salvador) |

|                    |        |           |         |                                                                                             |
| 14 juni 2005 20:30 | Panama | 0 – 1     | Turkije | Stadion Galgenwaard, Utrecht Toeschouwers: 6.100 Scheidsrechter: Jorge Larrionda ( Uruguay) |
| 14 juni 2005 20:30 |        | Gulec 24' |         | Stadion Galgenwaard, Utrecht Toeschouwers: 6.100 Scheidsrechter: Jorge Larrionda ( Uruguay) |

|                    |                       |       |                |                                                                                               |
| 17 juni 2005 20:30 | Turkije               | 2 – 2 | Oekraïne       | De Vijverberg, Doetinchem Toeschouwers: 9.500 Scheidsrechter: Luis Medina Cantalejo ( Spanje) |
| 17 juni 2005 20:30 | Ozturk 8' (pen.), 53' |       | Aliyev 5', 19' | De Vijverberg, Doetinchem Toeschouwers: 9.500 Scheidsrechter: Luis Medina Cantalejo ( Spanje) |

|                    |                                |       |             |                                                                                              |
| 17 juni 2005 20:30 | China                          | 4 – 1 | Panama      | Stadion Galgenwaard, Utrecht Toeschouwers: 4.000 Scheidsrechter: Esam Abd El Fatah ( Egypte) |
| 17 juni 2005 20:30 | Zhou 6' Gao 40' Hao 51' Lu 78' |       | Venegas 37' | Stadion Galgenwaard, Utrecht Toeschouwers: 4.000 Scheidsrechter: Esam Abd El Fatah ( Egypte) |

### Groep C
| Land     | Wed | Win | Gel | Ver | DV | DT | +/− | Pnt |
| -------- | --- | --- | --- | --- | -- | -- | --- | --- |
| Spanje   | 3   | 3   | 0   | 0   | 13 | 1  | +12 | 9   |
| Marokko  | 3   | 2   | 0   | 1   | 7  | 3  | +4  | 6   |
| Chili    | 3   | 1   | 0   | 2   | 7  | 8  | −1  | 3   |
| Honduras | 3   | 0   | 0   | 3   | 0  | 15 | −15 | 0   |

|                    |                                           |       |                      |                                                                                          |
| 11 juni 2005 17:30 | Spanje                                    | 3 – 1 | Marokko              | De Vijverberg, Doetinchem Toeschouwers: 9.836 Scheidsrechter: Jorge Larrionda ( Uruguay) |
| 11 juni 2005 17:30 | Llorente 28' Molinero 51' David Silva 71' |       | Doulyazal 84' (pen.) | De Vijverberg, Doetinchem Toeschouwers: 9.836 Scheidsrechter: Jorge Larrionda ( Uruguay) |

|                    |          |                                                                        |       |                                                                                              |
| 11 juni 2005 20:30 | Honduras | 0 – 7                                                                  | Chili | De Vijverberg, Doetinchem Toeschouwers: 6.800 Scheidsrechter: Massimo Busacca ( Zwitserland) |
| 11 juni 2005 20:30 |          | Parada 11', 71' Fuenzalida 30', 53' Fernández 67' Jara 69' Morales 77' |       | De Vijverberg, Doetinchem Toeschouwers: 6.800 Scheidsrechter: Massimo Busacca ( Zwitserland) |

|                    |                                                       |       |          |                                                                                                 |
| 14 juni 2005 17:30 | Marokko                                               | 5 – 0 | Honduras | De Vijverberg, Doetinchem Toeschouwers: 5.985 Scheidsrechter: Khalil Al Ghamdi ( Saoedi-Arabië) |
| 14 juni 2005 17:30 | Iajour 31', 43' Bendamou 55' Benjelloun 81' Chihi 90' |       |          | De Vijverberg, Doetinchem Toeschouwers: 5.985 Scheidsrechter: Khalil Al Ghamdi ( Saoedi-Arabië) |

|                    |       |                                                             |        |                                                                                          |
| 14 juni 2005 20:30 | Chili | 0 – 7                                                       | Spanje | De Vijverberg, Doetinchem Toeschouwers: 6.600 Scheidsrechter: Benito Archundia ( Mexico) |
| 14 juni 2005 20:30 |       | Llorente 8', 62', 78', 81' Robusté 51' David Silva 71', 85' |        | De Vijverberg, Doetinchem Toeschouwers: 6.600 Scheidsrechter: Benito Archundia ( Mexico) |

|                    |                                    |       |          |                                                                                     |
| 17 juni 2005 17:30 | Spanje                             | 3 – 0 | Honduras | De Vijverberg, Doetinchem Toeschouwers: 3.000 Scheidsrechter: Coffi Codjia ( Benin) |
| 17 juni 2005 17:30 | Jona 5' David Silva 38' Víctor 67' |       |          | De Vijverberg, Doetinchem Toeschouwers: 3.000 Scheidsrechter: Coffi Codjia ( Benin) |

|                    |                |       |       |                                                                                            |
| 17 juni 2005 17:30 | Marokko        | 1 – 0 | Chili | Stadion Galgenwaard, Utrecht Toeschouwers: 11.000 Scheidsrechter: Mark Shield ( Australië) |
| 17 juni 2005 17:30 | Bendamou 45+2' |       |       | Stadion Galgenwaard, Utrecht Toeschouwers: 11.000 Scheidsrechter: Mark Shield ( Australië) |

### Groep D
| Land             | Wed | Win | Gel | Ver | DV | DT | +/− | Pnt |
| ---------------- | --- | --- | --- | --- | -- | -- | --- | --- |
| Verenigde Staten | 3   | 2   | 1   | 0   | 2  | 0  | +2  | 7   |
| Argentinië       | 3   | 2   | 0   | 1   | 3  | 1  | +2  | 6   |
| Duitsland        | 3   | 1   | 1   | 1   | 2  | 1  | +1  | 4   |
| Egypte           | 3   | 0   | 0   | 3   | 0  | 5  | −5  | 0   |

|                    |                  |       |            |                                                                                          |
| 11 juni 2005 17:30 | Verenigde Staten | 1 – 0 | Argentinië | Enschede Stadion, Enschede Toeschouwers: 10.500 Scheidsrechter: Terje Hauge ( Noorwegen) |
| 11 juni 2005 17:30 | Barrett 39'      |       |            | Enschede Stadion, Enschede Toeschouwers: 10.500 Scheidsrechter: Terje Hauge ( Noorwegen) |

|                    |                       |       |        |                                                                                                |
| 11 juni 2005 20:30 | Duitsland             | 2 – 0 | Egypte | Enschede Stadion, Enschede Toeschouwers: 10.500 Scheidsrechter: Rodolfo Sibrian ( El Salvador) |
| 11 juni 2005 20:30 | Adler 75' Matip 90+2' |       |        | Enschede Stadion, Enschede Toeschouwers: 10.500 Scheidsrechter: Rodolfo Sibrian ( El Salvador) |

|                    |        |                          |            |                                                                                               |
| 14 juni 2005 17:30 | Egypte | 0 – 2                    | Argentinië | Enschede Stadion, Enschede Toeschouwers: 8.500 Scheidsrechter: Massimo Busacca ( Switzerland) |
| 14 juni 2005 17:30 |        | Messi 47' Zabaleta 90+1' |            | Enschede Stadion, Enschede Toeschouwers: 8.500 Scheidsrechter: Massimo Busacca ( Switzerland) |

|                    |                  |       |           |                                                                                         |
| 14 juni 2005 20:30 | Verenigde Staten | 0 – 0 | Duitsland | Enschede Stadion, Enschede Toeschouwers: 10.350 Scheidsrechter: Óscar Ruiz ( Venezuela) |
| 14 juni 2005 20:30 |                  |       |           | Enschede Stadion, Enschede Toeschouwers: 10.350 Scheidsrechter: Óscar Ruiz ( Venezuela) |

|                    |             |       |           |                                                                                     |
| 18 juni 2005 13:30 | Argentinië  | 1 – 0 | Duitsland | Emmen Stadion, Emmen Toeschouwers: 8.800 Scheidsrechter: Benito Archundia ( Mexico) |
| 18 juni 2005 13:30 | Cardozo 87' |       |           | Emmen Stadion, Emmen Toeschouwers: 8.800 Scheidsrechter: Benito Archundia ( Mexico) |

|                    |                  |       |        |                                                                                              |
| 18 juni 2005 13:30 | Verenigde Staten | 1 – 0 | Egypte | Enschede Stadion, Enschede Toeschouwers: 7.600 Scheidsrechter: Kwong Jong-Chul ( Zuid-Korea) |
| 18 juni 2005 13:30 | Peterson 56'     |       |        | Enschede Stadion, Enschede Toeschouwers: 7.600 Scheidsrechter: Kwong Jong-Chul ( Zuid-Korea) |

### Groep E
| Land     | Wed | Win | Gel | Ver | DV | DT | +/− | Pnt |
| -------- | --- | --- | --- | --- | -- | -- | --- | --- |
| Colombia | 3   | 3   | 0   | 0   | 6  | 0  | +6  | 9   |
| Syrië    | 3   | 1   | 1   | 1   | 3  | 4  | −1  | 4   |
| Italië   | 3   | 1   | 0   | 2   | 5  | 5  | 0   | 3   |
| Canada   | 3   | 0   | 1   | 2   | 2  | 7  | −5  | 1   |

|                    |                           |       |        |                                                                                         |
| 12 juni 2005 17:30 | Colombia                  | 2 – 0 | Italië | Willem II Stadion, Tilburg Toeschouwers: 7.000 Scheidsrechter: Mark Shield ( Australië) |
| 12 juni 2005 17:30 | Renteria 76' Guarín 90+3' |       |        | Willem II Stadion, Tilburg Toeschouwers: 7.000 Scheidsrechter: Mark Shield ( Australië) |

|                    |           |       |            |                                                                                              |
| 12 juni 2005 20:30 | Syrië     | 1 – 1 | Canada     | Willem II Stadion, Tilburg Toeschouwers: 3.500 Scheidsrechter: Claus Bo Larsen ( Denemarken) |
| 12 juni 2005 20:30 | Al Haj 2' |       | Peters 31' | Willem II Stadion, Tilburg Toeschouwers: 3.500 Scheidsrechter: Claus Bo Larsen ( Denemarken) |

|                    |        |                       |          |                                                                                            |
| 15 juni 2005 17:30 | Canada | 0 – 2                 | Colombia | Willem II Stadion, Tilburg Toeschouwers: 6.500 Scheidsrechter: Esam Abd El Fatah ( Egypte) |
| 15 juni 2005 17:30 |        | Falcao 81' Guarín 88' |          | Willem II Stadion, Tilburg Toeschouwers: 6.500 Scheidsrechter: Esam Abd El Fatah ( Egypte) |

|                    |          |       |                            |                                                                                               |
| 15 juni 2005 20:30 | Italië   | 1 – 2 | Syrië                      | Willem II Stadion, Tilburg Toeschouwers: 2.500 Scheidsrechter: Horacio Elizondo ( Argentinië) |
| 15 juni 2005 20:30 | Coda 73' |       | Alhousain 37' Al Hamwi 69' | Willem II Stadion, Tilburg Toeschouwers: 2.500 Scheidsrechter: Horacio Elizondo ( Argentinië) |

|                    |                                            |       |             |                                                                                                   |
| 18 juni 2005 13:30 | Italië                                     | 4 – 1 | Canada      | Parkstad Limburg Stadion, Kerkrade Toeschouwers: 2.000 Scheidsrechter: Jorge Larrionda ( Uruguay) |
| 18 juni 2005 13:30 | Pellè 23', 68' Galloppa 47' De Martino 90' |       | De Jong 49' | Parkstad Limburg Stadion, Kerkrade Toeschouwers: 2.000 Scheidsrechter: Jorge Larrionda ( Uruguay) |

|                    |                            |       |       |                                                                                                |
| 18 juni 2005 13:30 | Colombia                   | 2 – 0 | Syrië | Willem II Stadion, Tilburg Toeschouwers: 11.000 Scheidsrechter: Massimo Busacca ( Zwitserland) |
| 18 juni 2005 13:30 | Rodallega 62' Falcao 90+1' |       |       | Willem II Stadion, Tilburg Toeschouwers: 11.000 Scheidsrechter: Massimo Busacca ( Zwitserland) |

### Groep F
| Land        | Wed | Win | Gel | Ver | DV | DT | +/− | Pnt |
| ----------- | --- | --- | --- | --- | -- | -- | --- | --- |
| Brazilië    | 3   | 2   | 1   | 0   | 3  | 0  | +3  | 7   |
| Nigeria     | 3   | 1   | 1   | 1   | 4  | 2  | +2  | 4   |
| Zuid-Korea  | 3   | 1   | 0   | 2   | 3  | 5  | −2  | 3   |
| Zwitserland | 3   | 1   | 0   | 2   | 2  | 5  | −3  | 3   |

|                    |          |       |         |                                                                                          |
| 12 juni 2005 17:30 | Brazilië | 0 – 0 | Nigeria | Emmen Stadion, Emmen Toeschouwers: 8.500 Scheidsrechter: Luis Medina Cantalejo ( Spanje) |
| 12 juni 2005 17:30 |          |       |         | Emmen Stadion, Emmen Toeschouwers: 8.500 Scheidsrechter: Luis Medina Cantalejo ( Spanje) |

|                    |            |       |                          |                                                                                |
| 12 juni 2005 20:30 | Zuid-Korea | 1 – 2 | Zwitserland              | Emmen Stadion, Emmen Toeschouwers: 8.000 Scheidsrechter: Coffi Codjia ( Benin) |
| 12 juni 2005 20:30 | Shin 25'   |       | Antic 28' Vonlanthen 33' | Emmen Stadion, Emmen Toeschouwers: 8.000 Scheidsrechter: Coffi Codjia ( Benin) |

|                    |             |               |          |                                                                                   |
| 15 juni 2005 17:30 | Zwitserland | 0 – 1         | Brazilië | Emmen Stadion, Emmen Toeschouwers: 8.200 Scheidsrechter: Mark Shield ( Australië) |
| 15 juni 2005 17:30 |             | Gladstone 14' |          | Emmen Stadion, Emmen Toeschouwers: 8.200 Scheidsrechter: Mark Shield ( Australië) |

|                    |          |       |                     |                                                                                   |
| 15 juni 2005 20:30 | Nigeria  | 1 – 2 | Zuid-Korea          | Emmen Stadion, Emmen Toeschouwers: 8.500 Scheidsrechter: Terje Hauge ( Noorwegen) |
| 15 juni 2005 20:30 | Abwo 18' |       | Park 89' Baek 90+2' | Emmen Stadion, Emmen Toeschouwers: 8.500 Scheidsrechter: Terje Hauge ( Noorwegen) |

|                    |                            |       |            |                                                                                        |
| 18 juni 2005 16:00 | Brazilië                   | 2 – 0 | Zuid-Korea | Emmen Stadion, Emmen Toeschouwers: 8.600 Scheidsrechter: Claus Bo Larsen ( Denemarken) |
| 18 juni 2005 16:00 | Renato 9' Rafael Sobis 57' |       |            | Emmen Stadion, Emmen Toeschouwers: 8.600 Scheidsrechter: Claus Bo Larsen ( Denemarken) |

|                    |                                      |       |             |                                                                                       |
| 18 juni 2005 16:00 | Nigeria                              | 3 – 0 | Zwitserland | Enschede Stadion, Enschede Toeschouwers: 8.000 Scheidsrechter: Óscar Ruiz ( Colombia) |
| 18 juni 2005 16:00 | Edu 49' Mikel 59' (pen.) Promise 85' |       |             | Enschede Stadion, Enschede Toeschouwers: 8.000 Scheidsrechter: Óscar Ruiz ( Colombia) |

### Vier beste nummers drie
| Land       | Wed | Win | Gel | Ver | DV | DT | +/− | Pnt |
| ---------- | --- | --- | --- | --- | -- | -- | --- | --- |
| Duitsland  | 3   | 1   | 1   | 1   | 2  | 1  | +1  | 4   |
| Turkije    | 3   | 1   | 1   | 1   | 4  | 4  | 0   | 4   |
| Italië     | 3   | 1   | 0   | 2   | 5  | 5  | 0   | 3   |
| Chili      | 3   | 1   | 0   | 2   | 7  | 8  | −1  | 3   |
| Zuid-Korea | 3   | 1   | 0   | 2   | 3  | 5  | −2  | 3   |
| Benin      | 3   | 0   | 2   | 1   | 2  | 3  | −1  | 2   |

## Knock-outfase
|  | Achtste finale       | Achtste finale     |                    |       | Kwartfinale  | Kwartfinale  |                  |                  | Halve finale | Halve finale |  |  | Finale | Finale |
|  |                      |                    |                    |       |              |              |                  |                  |              |              |  |  |        |        |
|  | 21 juni – Enschede   |                    |                    |       |              |              |                  |                  |              |              |  |  |        |        |
|  |                      |                    |                    |       |              |              |                  |                  |              |              |  |  |        |        |
|  | Verenigde Staten     | 1                  |                    |       |              |              |                  |                  |              |              |  |  |        |        |
|  | Verenigde Staten     | 1                  | 24 juni – Utrecht  |       |              |              |                  |                  |              |              |  |  |        |        |
|  | Italië               | 3                  |                    |       |              |              |                  |                  |              |              |  |  |        |        |
|  | Italië               | 3                  | Marokko            | 2 (4) |              |              |                  |                  |              |              |  |  |        |        |
|  | 21 juni – Enschede   |                    | Marokko            | 2 (4) |              |              |                  |                  |              |              |  |  |        |        |
|  |                      | Italië             | 2 (2)              |       |              |              |                  |                  |              |              |  |  |        |        |
|  | Marokko              | Italië             | 2 (2)              | 1     |              |              |                  |                  |              |              |  |  |        |        |
|  | Marokko              |                    | 28 juni – Kerkrade | 1     |              |              |                  |                  |              |              |  |  |        |        |
|  | Japan                | 0                  |                    |       |              |              |                  |                  |              |              |  |  |        |        |
|  | Japan                | 0                  | Marokko            | 0     |              |              |                  |                  |              |              |  |  |        |        |
|  | 22 juni – Doetinchem |                    | Marokko            | 0     |              |              |                  |                  |              |              |  |  |        |        |
|  |                      | Nigeria            | 3                  |       |              |              |                  |                  |              |              |  |  |        |        |
|  | Nigeria              | Nigeria            | 3                  | 1     |              |              |                  |                  |              |              |  |  |        |        |
|  | Nigeria              | 25 juni – Kerkrade |                    | 1     |              |              |                  |                  |              |              |  |  |        |        |
|  | Oekraïne             | 0                  |                    |       |              |              |                  |                  |              |              |  |  |        |        |
|  | Oekraïne             | 0                  | Nigeria            | 1(10) |              |              |                  |                  |              |              |  |  |        |        |
|  | 22 juni – Doetinchem |                    | Nigeria            | 1(10) |              |              |                  |                  |              |              |  |  |        |        |
|  |                      | Nederland          | 1 (9)              |       |              |              |                  |                  |              |              |  |  |        |        |
|  | Nederland            | Nederland          | 1 (9)              | 3     |              |              |                  |                  |              |              |  |  |        |        |
|  | Nederland            |                    | 2 juli – Utrecht   | 3     |              |              |                  |                  |              |              |  |  |        |        |
|  | Chili                | 0                  |                    |       |              |              |                  |                  |              |              |  |  |        |        |
|  | Chili                | 0                  | Argentinië         | 2     |              |              |                  |                  |              |              |  |  |        |        |
|  | 21 juni – Tilburg    |                    | Argentinië         | 2     |              |              |                  |                  |              |              |  |  |        |        |
|  |                      | Nigeria            | 1                  |       |              |              |                  |                  |              |              |  |  |        |        |
|  | Brazilië             | Nigeria            | 1                  | 1     |              |              |                  |                  |              |              |  |  |        |        |
|  | Brazilië             | 24 juni – Tilburg  |                    | 1     |              |              |                  |                  |              |              |  |  |        |        |
|  | Syrië                | 0                  |                    |       |              |              |                  |                  |              |              |  |  |        |        |
|  | Syrië                | 0                  | Duitsland          | 1     |              |              |                  |                  |              |              |  |  |        |        |
|  | 21 juni – Tilburg    |                    | Duitsland          | 1     |              |              |                  |                  |              |              |  |  |        |        |
|  |                      | Brazilië           | 2                  |       |              |              |                  |                  |              |              |  |  |        |        |
|  | China                | Brazilië           | 2                  | 2     |              |              |                  |                  |              |              |  |  |        |        |
|  | China                |                    | 28 juni – Utrecht  | 2     |              |              |                  |                  |              |              |  |  |        |        |
|  | Duitsland            | 3                  |                    |       |              |              |                  |                  |              |              |  |  |        |        |
|  | Duitsland            | 3                  | Brazilië           | 1     |              |              |                  |                  |              |              |  |  |        |        |
|  | 22 juni – Emmen      |                    | Brazilië           | 1     |              |              |                  |                  |              |              |  |  |        |        |
|  |                      | Argentinië         | 2                  |       | Troostfinale | Troostfinale |                  |                  |              |              |  |  |        |        |
|  | Colombia             | Argentinië         | 2                  | 1     | Troostfinale | Troostfinale |                  |                  |              |              |  |  |        |        |
|  | Colombia             | 25 juni – Enschede | 25 juni – Enschede | 1     |              |              | 2 juli – Utrecht | 2 juli – Utrecht |              |              |  |  |        |        |
|  | Argentinië           | 25 juni – Enschede | 25 juni – Enschede | 2     |              |              | 2 juli – Utrecht | 2 juli – Utrecht |              |              |  |  |        |        |
|  | Argentinië           | Argentinië         | 3                  | 2     | Brazilië     | 2            |                  |                  |              |              |  |  |        |        |
|  | 22 juni – Emmen      | Argentinië         | 3                  |       | Brazilië     | 2            |                  |                  |              |              |  |  |        |        |
|  |                      | Spanje             | 1                  |       | Marokko      | 1            |                  |                  |              |              |  |  |        |        |
|  | Spanje               | Spanje             | 1                  | 3     | Marokko      | 1            |                  |                  |              |              |  |  |        |        |
|  | Spanje               |                    |                    | 3     |              |              |                  |                  |              |              |  |  |        |        |
|  | Turkije              | 0                  |                    |       |              |              |                  |                  |              |              |  |  |        |        |
|  | Turkije              | 0                  |                    |       |              |              |                  |                  |              |              |  |  |        |        |

### Achtste finales
|                    |                    |       |                                            |                                                                                            |
| 21 juni 2005 17:30 | Verenigde Staten   | 1 – 3 | Italië                                     | Enschede Stadion, Enschede Toeschouwers: 7.000 Scheidsrechter: Esam Abd El Fatah ( Egypte) |
| 21 juni 2005 17:30 | Freeman 44' (pen.) |       | Galloppa 54' Pellè 62' Kljestan 75' (e.d.) | Enschede Stadion, Enschede Toeschouwers: 7.000 Scheidsrechter: Esam Abd El Fatah ( Egypte) |

|                    |              |       |       |                                                                                                |
| 21 juni 2005 20:30 | Marokko      | 1 – 0 | Japan | Enschede Stadion, Enschede Toeschouwers: 11.800 Scheidsrechter: Massimo Busacca ( Zwitserland) |
| 21 juni 2005 20:30 | Iajour 90+2' |       |       | Enschede Stadion, Enschede Toeschouwers: 11.800 Scheidsrechter: Massimo Busacca ( Zwitserland) |

|                    |                    |       |       |                                                                                            |
| 21 juni 2005 20:30 | Brazilië           | 1 – 0 | Syrië | Willem II Stadion, Tilburg Toeschouwers: 11.000 Scheidsrechter: Benito Archundia ( Mexico) |
| 21 juni 2005 20:30 | Rafinha 43' (pen.) |       |       | Willem II Stadion, Tilburg Toeschouwers: 11.000 Scheidsrechter: Benito Archundia ( Mexico) |

|                    |                     |       |                                |                                                                                               |
| 21 juni 2005 17:30 | China               | 2 – 3 | Duitsland                      | Willem II Stadion, Tilburg Toeschouwers: 9.000 Scheidsrechter: Horacio Elizondo ( Argentinië) |
| 21 juni 2005 17:30 | Chen 4', 20' (pen.) |       | Gentner 5' Adler 30' Matip 89' | Willem II Stadion, Tilburg Toeschouwers: 9.000 Scheidsrechter: Horacio Elizondo ( Argentinië) |

|                    |           |       |          |                                                                                            |
| 22 juni 2005 17:30 | Nigeria   | 1 – 0 | Oekraïne | De Vijverberg, Doetinchem Toeschouwers: 9.600 Scheidsrechter: Kwon Jong-Chul ( Zuid-Korea) |
| 22 juni 2005 17:30 | Taiwo 80' |       |          | De Vijverberg, Doetinchem Toeschouwers: 9.600 Scheidsrechter: Kwon Jong-Chul ( Zuid-Korea) |

|                    |                                    |       |       |                                                                                               |
| 22 juni 2005 20:30 | Nederland                          | 3 – 0 | Chili | De Vijverberg, Doetinchem Toeschouwers: 10.900 Scheidsrechter: Rodolfo Sibrian ( El Salvador) |
| 22 juni 2005 20:30 | Babel 3' Owusu-Abeyie 73' John 80' |       |       | De Vijverberg, Doetinchem Toeschouwers: 10.900 Scheidsrechter: Rodolfo Sibrian ( El Salvador) |

|                    |              |       |                               |                                                                                        |
| 22 juni 2005 17:30 | Colombia     | 1 – 2 | Argentinië                    | Emmen Stadion, Emmen Toeschouwers: 8.000 Scheidsrechter: Claus Bo Larsen ( Denemarken) |
| 22 juni 2005 17:30 | Otalvaro 52' |       | Messi 58' Julio Barroso 90+3' | Emmen Stadion, Emmen Toeschouwers: 8.000 Scheidsrechter: Claus Bo Larsen ( Denemarken) |

|                    |                               |       |         |                                                                                   |
| 22 juni 2005 20:30 | Spanje                        | 3 – 0 | Turkije | Emmen Stadion, Emmen Toeschouwers: 8.400 Scheidsrechter: Terje Hauge ( Noorwegen) |
| 22 juni 2005 20:30 | Juanfran 28', 36' Robusté 69' |       |         | Emmen Stadion, Emmen Toeschouwers: 8.400 Scheidsrechter: Terje Hauge ( Noorwegen) |

### Kwartfinales
|                    |                                  |              |                       |                                                                                                |
| 24 juni 2005 17:30 | Marokko                          | 2 – 2 (n.v.) | Italië                | Stadion Galgenwaard, Utrecht Toeschouwers: 20.000 Scheidsrechter: Kwon Jong-Chul ( Zuid-Korea) |
| 24 juni 2005 17:30 | El Zhar 26' Battaglia 93' (e.d.) |              | Canini 74' Pellè 112' | Stadion Galgenwaard, Utrecht Toeschouwers: 20.000 Scheidsrechter: Kwon Jong-Chul ( Zuid-Korea) |

|                                          |       | strafschoppen                  |  |
| Rabeh Doulyazal Iajour El Amrani El Zhar | 4 – 2 | Galloppa Agnelli Pellè Carotti |  |

|                    |           |              |                                |                                                                                          |
| 24 juni 2005 20:30 | Duitsland | 1 – 2 (n.v.) | Brazilië                       | Willem II Stadion, Tilburg Toeschouwers: 10.000 Scheidsrechter: Mark Shield ( Australië) |
| 24 juni 2005 20:30 | Huber 68' |              | Diego Tardelli 82' Rafinha 99' | Willem II Stadion, Tilburg Toeschouwers: 10.000 Scheidsrechter: Mark Shield ( Australië) |

|                    |           |              |           | |
| 25 juni 2005 15:30 | Nigeria   | 1 – 1 (n.v.) | Nederland | Parkstad Limburg Stadion, Kerkrade Toeschouwers: 19.500 Scheidsrechter: Horacio Elizondo ( Argentinië) |
| 25 juni 2005 15:30 | Owoeri 1' |              | Vlaar 46' | Parkstad Limburg Stadion, Kerkrade Toeschouwers: 19.500 Scheidsrechter: Horacio Elizondo ( Argentinië) |

|                                                                                     |        | strafschoppen                                                                       |  |
| Taiwo Sambo Adefemi Atulewa Promise Adedeji Mikel Apam Kaita Adeleye Vanzekin Taiwo | 10 – 9 | John Babel Vlaar Kruys Maduro Zuiverloon Drost Vincken Otten Tiendalli Vermeer John |  |

|                    |                                    |       |             |                                                                                            |
| 25 juni 2005 20:30 | Argentinië                         | 3 – 1 | Spanje      | Enschede Stadion, Enschede Toeschouwers: 11.200 Scheidsrechter: Benito Archundia ( Mexico) |
| 25 juni 2005 20:30 | Zabaleta 19' Oberman 71' Messi 73' |       | Zapater 32' | Enschede Stadion, Enschede Toeschouwers: 11.200 Scheidsrechter: Benito Archundia ( Mexico) |

### Halve finales
|                    |            |       |                         |                                                                                             |
| 28 juni 2005 17:30 | Brazilië   | 1 – 2 | Argentinië              | De Galgenwaard, Utrecht Toeschouwers: 16.500 Scheidsrechter: Massimo Busacca ( Zwitserland) |
| 28 juni 2005 17:30 | Renato 75' |       | Messi 7' Zabaleta 90+3' | De Galgenwaard, Utrecht Toeschouwers: 16.500 Scheidsrechter: Massimo Busacca ( Zwitserland) |

|                    |         |                               |         | |
| 28 juni 2005 20:30 | Marokko | 0 – 3                         | Nigeria | Parkstad Limburg Stadion, Kerkrade Toeschouwers: 17.000 Scheidsrechter: Jorge Larrionda ( Uruguay) |
| 28 juni 2005 20:30 |         | Taiwo 34' Adefemi 70' Edu 73' |         | Parkstad Limburg Stadion, Kerkrade Toeschouwers: 17.000 Scheidsrechter: Jorge Larrionda ( Uruguay) |

### Troostfinale
|                   |                                 |       |                       |                                                                                              |
| 2 juli 2005 17:00 | Brazilië                        | 2 – 1 | Marokko               | De Galgenwaard, Utrecht Toeschouwers: 20.000 Scheidsrechter: Luis Medina Cantalejo ( Spanje) |
| 2 juli 2005 17:00 | Fabio Santos 88' Edcarlos 90+1' |       | Edcarlos 45+2' (e.d.) | De Galgenwaard, Utrecht Toeschouwers: 20.000 Scheidsrechter: Luis Medina Cantalejo ( Spanje) |

### Finale
|                         |                              |       |         |                                                                                      |
| 2 juli 2005 20:00 UTC+1 | Argentinië                   | 2 – 1 | Nigeria | De Galgenwaard, Utrecht Toeschouwers: 24.500 Scheidsrechter: Terje Hauge (Noorwegen) |
| 2 juli 2005 20:00 UTC+1 | Messi 40' (pen.), 75' (pen.) |       | 53' Edu | De Galgenwaard, Utrecht Toeschouwers: 24.500 Scheidsrechter: Terje Hauge (Noorwegen) |

| Argentinië | Nigeria |

| Argentinië:       |    |                     |           |
|                   |    |                     |           |
| GK                | 1  | Óscar Ustari        |           |
| RB                | 4  | Julio Barroso       |           |
| CB                | 6  | Gabriel Paletta     | 80'       |
| CB                | 13 | Ezequiel Garay      |           |
| LB                | 3  | Lautaro Formica     |           |
| DM                | 17 | Fernando Gago       | 72'       |
| CM                | 8  | Pablo Zabaleta      |           |
| CM                | 5  | Juan Manuel Torres  |           |
| RW                | 20 | Gustavo Oberman     | 57'       |
| LW                | 15 | Rodrigo Archubi     | 61'       |
| CF                | 18 | Lionel Messi        | 76'       |
| Wisselspelers:    |    |                     |           |
| FW                | 19 | Sergio Agüero       | 57' 90+2' |
| MF                | 11 | Emiliano Armenteros | 61'       |
| MF                | 7  | Lucas Biglia        | 72'       |
| Coach:            |    |                     |           |
| Francisco Ferarro |    |                     |           |

| Nigeria:       |    |                   |     |
|                |    |                   |     |
| GK             | 1  | Ambruse Vanzekin  | 74' |
| RB             | 13 | Olubayo Adefemi   |     |
| CB             | 17 | Dele Adeleye      |     |
| CB             | 5  | Monday James      | 14' |
| LB             | 3  | Taye Taiwo        | 78' |
| RM             | 14 | David Abwo        | 85' |
| CM             | 19 | Sani Kaita        | 32' |
| CM             | 9  | John Obi Mikel    |     |
| LM             | 7  | Edu Obasi         |     |
| CF             | 10 | Isaac Promise     |     |
| CF             | 20 | John Owoeri       |     |
| Wisselspelers: |    |                   |     |
| FW             | 11 | Solomon Okoronkwo | 85' |
| Coach:         |    |                   |     |
| Samson Siasia  |    |                   |     |

| 2005 FIFA U20 Wereldkampioenschap |
| --------------------------------- |
| Argentinië 5e titel               |

## Topscorers
| Speler            | Land       | Doelpunten |
| ----------------- | ---------- | ---------- |
| Lionel Messi      | Argentinië | 6          |
| Fernando Llorente | Spanje     | 5          |
| Oleksandr Aliyev  | Oekraïne   | 5          |
| Graziano Pellè    | Italië     | 4          |
| David Silva       | Spanje     | 4          |
| Chen Tao          | China      | 3          |
| Edu Obasi         | Nigeria    | 3          |
| Mouhsine Iajour   | Marokko    | 3          |
| Pablo Zabaleta    | Argentinië | 3          |

## Argentijnse selectie (winnaars)
Prins Willem-Alexander reikte na de finale de beker uit aan de aanvoerder (Pablo Zabaleta) van het volgende team:
| Doelmannen - Óscar Ustari, CA Independiente - Nereo Champagne, San Lorenzo de Almagro - Nicolás Navarro, Argentinos Juniors Verdedigers - Gabriel Paletta, CA Banfield - Gustavo Cabral, Racing Club de Avellaneda - Lautaro Formica, Newell's Old Boys - Julio Alberto Barroso, Boca Juniors - Ezequiel Garay, Newell's Old Boys - David Abraham, CA Independiente |  | Middenvelders - Fernando Gago, Real Madrid - Pablo Zabaleta, San Lorenzo de Almagro - Juan Manuel Torres, Racing Club de Avellaneda - Lucas Biglia, Royal Sporting Club Anderlecht - Patricio Pérez, Vélez Sarsfield - Emiliano Armenteros, CA Banfield - Rodrigo Archubi, CA Lanús Aanvallers - Lionel Messi, FC Barcelona - Gustavo Oberman, Argentinos Juniors - Sergio Agüero, Atlético Madrid - Pablo Vitti, Rosario Central - Neri Cardozo, Boca Juniors |